# Валентин Пламенов
Валентин Пламенов е български писател, драматург и сценарист.

## Биография
Роден е в София на 2 май 1951 г. Завършва начално образование в 92-ро основно училище. След това влиза във Френската гимназия, която завършва с отличие и златен медал. Следва българска и френска филология в Софийски университет. След това започва във вестник „Стършел“, който в онзи период събира в редиците на разширената си колегия класици на българската проза като Йордан Радичков, Валери Петров, а редактори са Станислав Стратиев, Чавдар Шинов, Мирон Иванов, Йордан Попов. Работи почти две години (1990 – 1991 г.) в Българския културен център в Делхи, Индия. Автор е на множество сатирични разкази, фейлетон, пиеси, детски книги, криминални романи, над 400 сценария за телевизионни и радио предавания. Оставя общо 20 книги. След като се завръща в България, през 1992 г., възобновява някогашния хумористичен вестник „Българан“ и става негов главен редактор. Публикува във вестниците „Народна младеж“, „Пардон“ и „Новинар“. Автор е на 10 пиеси. 
През 2003 г. заболява от рак на белия дроб и умира на 2 септември същата година.

## Творчество
Сборникът „Разкази на едно софийско копеле“ представя живота в България от падането на комунизма през 1989 г. до написването. През 2010 година издателство „Сиела“ публикува допълнено издание, което е последвано от сборника с есеистични разкази „Безсъници край Попа“ и криминалния роман „Възпитаните трупове пращат писма“.  „Това е една неповторима поема в проза – за поривите, надеждите и разочарованията на едно поколение. Нима е малка награда за един писател да успее да постави диагноза на времето си?“, са отзивите на критиката за „Разказите...“. 

## Отличия и награди
Носител е на множество литературни награди, сред които „Алеко“ и „Чудомир“ в България, както и на международни награди за литература в Русия, Полша и Бордигера, Италия.

## Филмография (сценарист)
- Записки по българските мафии (1994)